# Viaje a Arcturus
Viaje a Arcturus (título original en inglés A Voyage to Arcturus) es una novela del escritor escocés David Lindsay, que se publicó por primera vez en 1920. Combina los géneros de fantasía, filosofía y ciencia ficción y explora la naturaleza del bien y del mal y su relación con la existencia. El crítico y filósofo Colin Wilson la describió como “la mejor novela del siglo XX”,  y fue una influencia directa para la Trilogía cósmica.  de C.S. Lewis. J.R.R. Tolkien confesó leer el libro “con voracidad”. Clive Barker declaró que “Viaje a Arcturus es una obra maestra” y “un trabajo extraordinario… prácticamente magnífica”.
Un viaje interestelar sirve de marco para la narración de un viaje a través de paisajes fantásticos.  La historia está ambientada en Tormance, un planeta imaginario que orbita alrededor de Arcturus, que, en la novela, pero no en la realidad, es un sistema formado por dos estrellas, Branchspell y Alpaín. Los territorios por los que viajan los personajes representan sistemas filosóficos o estados de la mente que el protagonista, Maskull, va atravesando en su búsqueda del significado de la vida.

## Sinopsis
Maskull, un hombre ansioso por vivir aventuras, acepta la invitación de Krag, un conocido de su amigo Nightspore, para viajar a Tormance tras una sesión de espiritismo. Los tres parten en una nave de cristal desde un observatorio abandonado de Escocia, pero Maskull se despierta solo al llegar a Tormance. En cada territorio que recorre suele confluir con una o dos personas y cada uno de estos encuentros termina normalmente (aunque no siempre) con la muerte de esas personas, por su mano o por la de otros. Más tarde, Maskull se encuentra con Krag de nuevo, se entera de que su propia muerte será inminente y, de hecho, muere nada más descubrir que él mismo es en realidad Nightspore. El libro termina con la revelación que le hace Krag (quien dice ser conocido en la Tierra como "Dolor") a Nightspore sobre el origen del universo. El autor concluye con una variación de la doctrina del Demiurgo, parecida a la que propusieron algunos Gnósticos.
Todos los personajes y territorios son tipos que emplea el autor para expresar su crítica hacia varios sistemas filosóficos. En Tormance, la mayoría de los puntos de vista o modos de vida van acompañados de nuevos órganos de los sentidos o modificaciones de los mismos, por lo que la vista general de cada paisaje tiene su propio sistema sensorial.